# Volatica
Volatica is een geslacht van vlinders van de familie snuitmotten (Pyralidae), uit de onderfamilie Phycitinae.

## Soorten
- V. gallivorella Neunzig, 1990
- V. pachytaeniella Ragonot, 1888